# Gerd Gottlob
Gerd Gottlob (Reinbek, 27 ottobre 1964) è un giornalista tedesco.
Nel 1984 ha preso il diploma di maturità presso l'Emil-von-Behring-Gymnasium in Großhansdorf. In seguito ha fatto nel 1992 uno stage presso Stormarner Tageblatt e ha lavorato nella redazione sportiva del Hamburger Morgenpost e della Radio della Germania settentrionale (NDR). Dal 1997 ha commentato le partite di calcio per le emittenti 3Sat e ARD. Dall'estate 2006 è parte del gruppo che commenta le partite della Squadra nazionale di calcio tedesca. Ha commentato alternandosi con Tom Bartels e Steffen Simon. Nel ruolo di commentatore, era alla Coppa del Mondo 1998, alla Coppa del Mondo 2006, alla Coppa del Mondo 2010, all'Euro 2012 e alla Coppa del Mondo del 2014. Ha anche commentato varie partite nella Bundesliga e nella Coppa DFB.